# بخش بردی (شهرستان ویلیامز، اوهایو)
بخش بردی (به انگلیسی: Brady Township) یک منطقهٔ مسکونی در ایالات متحده آمریکا است که در شهرستان ویلیامز، اوهایو واقع شده‌است.
 بخش بردی ۷۴٫۲ کیلومتر مربع مساحت و ۲٬۸۲۲ نفر جمعیت دارد و ۲۳۴ متر بالاتر از سطح دریا واقع شده‌است.